# Rimantas Sakalauskas
Rimantas Sakalauskas (* 10. Juni 1951 in Šiauliai) ist ein litauischer Bildhauer. Nach dem Abitur an der Mittelschule absolvierte er 1977 das Diplomstudium an der Kunstakademie Vilnius. Seitdem lebt Sakalauskas in Vilnius. Er ist Mitglied des Malervereins Lietuvos dailininkų sąjunga. Sakalauskas ist in den Bereichen wie Skulptur, Keramik, Mosaik tätig. Er hatte acht Ausstellungen.
Sein Vater war Romualdas Sakalauskas, Bauingenieur und Bauminister.

## Auszeichnungen
- 1980: Respublikos jaunųjų dailininkų parodos prizas
- 2000: Lietuvos dailininkų sąjungos auksinis ženkliukas
- 2006: Litauischer Nationalpreis für Kultur und Kunst